# Jeremy Brett
Jeremy Brett, juridiskt namn Peter Jeremy William Huggins, född 3 november 1933 i Berkswell Grange i Berkswell i Warwickshire (i nuvarande West Midlands), död 12 september 1995 i London, var en brittisk skådespelare. Brett gjorde bland annat rollen som detektiven Sherlock Holmes i alla de 41 avsnitten av Granadas TV-serie Sherlock Holmes (1984–1994) Hans 40 år långa karriär inkluderar såväl TV- och filmroller och Shakespeare-pjäser som scenmusikaler. Brett gjorde även rollen som Freddie Eynsford-Hill i Warner Bros filmatisering av musikalen My Fair Lady 1964.

## Biografi

### Tidiga år
Jeremy Brett föddes som Peter Jeremy William Huggins i Berkswell 1933. Han var son till översten Henry William Huggins (1890–1965) och Elizabeth Edith Cadbury Butler (1903–1959). Han hade en syster och tre äldre bröder. Brett utbildades vid Eton.
Under sin tid vid Eton utmärkte Brett sig genom sin sångförmåga och var medlem i skolkören. Han utbildades sedan av Elsie Fogerty vid Central School of Speech and Drama i London och tog examen där 1954. Hans far krävde att sonen skulle byta namn för familjens äras skull, så han tog sitt artistnamn från etiketten på sin första scenkostym, "Brett & Co." Han begick sin scendebut i Manchester 1954 och i London med Old Vic company i Troilus och Cressida 1956. Medan Brett spelade Hamlet 1959, omkom hans mor i en bilkrasch. Detta hade en stor inverkan på honom och han kunde kanalisera känslorna via sina roller.

### Karriär
Brett filmdebuterade vid 21 års ålder 1954 och medverkade i sin första storfilm 1956 som Nikolai Rostov i Krig och fred med Audrey Hepburn i huvudrollen. Från 1960-talets början medverkade Brett ofta i brittisk tv. Han spelade huvudroller i flera serier, däribland som d'Artagnan i en filmatisering av De tre musketörerna (1966–1967). Hans mest framträdande filmroll var den som Freddie Eynsford-Hill i My Fair Lady (1964), återigen mot Audrey Hepburn. Även om Brett sjöng bra, vilket han senare fick visa när han spelade Danilo i en BBC-filmatisering av Glada änkan (1968), dubbades hans sång i My Fair Lady  av Bill Shirley. Vid denna tid var Brett aktuell som en möjlig efterträdare till Sean Connery i rollen som James Bond (007), men Brett avböjde då han befarade att det skulle kunna skada hans karriär. Istället blev det George Lazenby som fick axla rollen.

#### Scen och film
Några av Jeremy Bretts roller var klassiska komiska roller, såsom Bassanio i Shakespeares Köpmannen i Venedig (på scen 1970 och på TV 1973) i en produktion av National Theatre Company, där Laurence Olivier gjorde Shylock och Joan Plowright spelade Portia. Brett skämtade om att han som skådespelare sällan tilläts in i 1900-talet och aldrig in i samtiden. Han medverkade dock i några TV-serier som utspelade sig i samtiden, om än i gästroller, däribland The Baron (1967), The Champions (1969), Hulken (avsnittet "Of Guilt, Models and Murder", 1978) samt spelade även Maxim de Winter i en filmatisering gjord 1979 av du Mauriers roman Rebecca, mot Joanna David. 1982 gestaltade han Robert Browning i The Barretts of Wimpole Street.

#### Sherlock Holmes
Trots de många olika roller som Brett gjorde under sin 40 år långa karriär är han främst ihågkommen för sin insats i rollen som Sherlock Holmes i den TV-serie om Sherlock Holmes som bolaget Granada Television gjorde fyra säsonger av utspridda mellan 1984 och 1994. Brett tog rollen trots att han befarade att efter den bli "typecastad" så att den alltför mycket skulle styra vilka andra roller han skulle få. Hans medspelare som Doktor Watson var först David Burke och senare Edward Hardwicke. 1988–1989 spelade Brett och Hardwick i pjäsen The Secret of Sherlock Holmes på en teater i Londons West End. Efter att ha axlat den krävande rollen ("Holmes är den svåraste rollen jag någonsin har spelat - svårare än Hamlet eller Macbeth") gjorde Brett få andra roller. Han anses allmänt vara den definitiva Holmes av sin tid, precis som Basil Rathbone var i början av 1940-talet och William Gillette vid 1900-talets början. 
Brett hade tidigare spelat Doktor Watson på scen, mot Charlton Heston som Holmes i en uppsättning 1980 i Los Angeles av The Crucifer of Blood (baserad på De fyras tecken), vilket gör honom till en av fyra skådespelare som professionellt spelat både Holmes och Watson. 

#### De sista åren
Brett ville ge rollfiguren Sherlock Holmes mer känslor, och gav honom bland annat excentriska handgester och korta häftiga skratt. Holmes omväxlande närmast besatta depressiva personlighet fascinerade och skrämde Brett då han upplevde att den liknade hans egen, med utbrott av passionerad energi följt av håglösa perioder. Brett fick allt svårare att släppa Holmes efter arbetsdagens slut. Under hösten 1986 uppvisade Brett humörsvängningar och behandlades bipolär sjukdom. Utöver detta rökte Brett upp till 60 cigaretter per dag och hade mot slutet andningssvårigheter, och behövde ibland syrgas.
Jeremy Brett avled 1995 i kardiomyopati vid 61 års ålder. Mel Gussow skrev i en nekrolog i The New York Times, att "Mr. Brett anses ofta vara den definitive Holmes: hisnande analytisk, med en fallenhet för fantastiska förklädnader, svarta sinneslägen samt obeveklig entusiasm för att lösa de mest invecklade brott.

### Privatliv
Brett var gift med skådespelaren Anna Massey (dotter till skådespelaren Raymond Massey) åren 1958–1962. Deras son, David Huggins (född 1959), är illustratör och författare. Mellan 1969 och 1976 var han i en relation med skådespelaren Gary Bond, som avled en månad efter Brett. Under 1970-talets senare del hade Brett en relation med skådespelaren Paul Shenar. Åren 1976–1985 var Jeremy Brett gift med Joan Wilson, fram till hennes död i cancer.

## Filmografi i urval
- 1954 – Svengali
- 1956 – Krig och fred
- 1961 – Beauty and the Beast (TV-serie)
- 1963 – Girl in the Headlines
- 1964 – My Fair Lady
- 1966 – Chopin and George Sand - The Creative Years (TV-film)
- 1966–1967 – The Three Musketeers (Miniserie)
- 1968 – The Merry Widow (TV-film)
- 1969 – En idealisk äkta man (TV-serie)
- 1971 – Nikolaus och Alexandra
- 1973 – A Picture of Katherine Mansfield
- 1976 – The Picture of Dorian Gray
- 1978 – Hulken (TV-serie)
- 1978 – Mannen som inte kunde dö
- 1979 – Rebecca (Miniserie)
- 1979 – Par i hjärter (TV-serie)
- 1981 – Seagull Island (Miniserie)
- 1981 – The Good Soldier (TV-film)
- 1982 – The Barretts of Wimpole Street (TV-film)
- 1983 – Number 10 (TV-serie)
- 1984 – Kärlek ombord (TV-serie)
- 1984–1985 – The Adventures of Sherlock Holmes (TV-serie)
- 1985 – Florence Nightingale (TV-film)
- 1985 – Dubbelspel
- 1986 – The Return of Sherlock Holmes (TV-serie)
- 1990 – The Casebook of Sherlock Holmes (TV-serie)
- 1994 – The Memoirs of Sherlock Holmes (TV-serie)
- 1995 – Mad Dogs and Englishmen
- 1996 – Moll Flanders

## Teater

### Roller
| År   | Roll                | Produktion                        | Regi              | Teater                                 |
| ---- | ------------------- | --------------------------------- | ----------------- | -------------------------------------- |
| 1985 | Hon. William Tatham | Aren't We All? Frederick Lonsdale | Clifford Williams | Brooks Atkinson Theatre, New York, USA |